# C/2013 US10
C/2013 US10（卡塔里納）是來自歐特雲的彗星，於2013年10月31日被卡特林那巡天系統的0.68-（27-英寸）施密特-卡塞格林望遠鏡發現，當時的是星等為19等，截至2015年9月，這顆彗星的視星等達到6等。

## 觀測史
在2013年10月31日發現之後，參考同年9月12日觀測到的另一個天體位置進行初步的軌道計算，得到了不正確的軌道測定，建議的軌道週期只有6年。但是在2014年11月6日，以2014年8月14日至11月4日的觀測得到較長的觀測弧，顯示當初的計算結果是有問題的。
在2015年5月初，當它深入南半球時，這顆彗星的視星等在12等附近，與太陽的離角是60度。它在2015年11月6日合日，視星等已經達到5等，並於2015年11月15日以0.82天文單位的距離通過近日點（最靠近太陽的位置）。在近日點，它相對於太陽的軌道速度是46.4 km/s（104,000 mph），高於在這個距離上逃離太陽所需要的速度。它於2015年12月17日跨越天球赤道成為北半球的天體。在2016年1月17日，這顆彗星將以0.72 AU（108,000,000 km；67,000,000 mi）的距離掠過地球，屆時的視星等大約在5等左右，位置則在大熊座。
C/2013 US10是一顆新彗星，它來自歐特雲，所以軌道是渾沌和鬆散的，很容易受到星系潮汐力攝動和接近或遠離的恆星影響而改變。在進入太陽系行星的區域之前（1950曆元），它的軌道週期長達數百萬年。離開行星的區域時（2050曆元），它將會有著拋射軌跡。

## 外部連結
- C/2013 US10 (Catalina) at CometBase （页面存档备份，存于）